# Linjowo (Nowosibirsk)
Linjowo (russisch Линёво) ist eine Siedlung städtischen Typs in der Oblast Nowosibirsk (Russland) mit 20.707 Einwohnern (Stand 14. Oktober 2010).

## Geographie
Die Siedlung liegt etwa 80 km südlich der Oblasthauptstadt Nowosibirsk zwischen den Flüsschen Koinicha und Schipunicha, die weiter nördlich in den Ob-Nebenfluss Berd münden. An der Koinicha existiert westlich des Ortes eine kleine Talsperre.
Linjowo gehört zum Rajon Iskitim und liegt etwa 20 Kilometer südlich von dessen Verwaltungszentrum Iskitim.

## Geschichte
Der Ort entstand in den 1960er Jahren im Zusammenhang mit der Errichtung eines elektrotechnischen Werkes. 1974 erhielt er den Status einer Siedlung städtischen Typs.

## Bevölkerungsentwicklung
| Jahr | Einwohner |
| ---- | --------- |
| 1979 | 9.741     |
| 1989 | 22.310    |
| 2002 | 21.816    |
| 2010 | 20.707    |

Anmerkung: Volkszählungsdaten

## Wirtschaft und Infrastruktur
Ortsbildendes Unternehmen ist ein großes elektrotechnisches Werk (Nowosibirski elektrodny sawod/Nowosibirsker Elektrodenwerk) einige Kilometer südlich der Siedlung. Daneben gibt es Betriebe der Bauwirtschaft.
Linjowo liegt an der Eisenbahnstrecke von Nowosibirsk nach Barnaul und weiter in Richtung Kasachstan (früher als Turkestan-Sibirische Eisenbahn bezeichnet). Der Bahnhof Linjowo liegt südlich der Siedlung beim Elektrodenwerk; nahe dem Ortszentrum befindet sich der Haltepunkt Koinicha mit Vorortverkehr von Nowosibirsk und Barnaul.
Die Fernstraße M52 von Nowosibirsk über Nowoaltaisk bei Barnaul und Bijsk zur mongolischen Grenze umgeht den Ort westlich.